# Ліман (Азербайджан)
Ліман (у 1924—1999 роках — Порт-Ілліч; азерб. Liman) — місто в Азербайджані, підпорядковане Ленкоранській міськраді. Розташоване в затоці Кизил-Агач, за 12 км на північ від Ленкораня. Населення — 8661 особа (перепис 1989).
Засноване в 1921 році на місці пункту Привал. У 1924 році перейменоване на Порт-Ілліч на честь В. І. Леніна. У 1971 році Порт-Ілліч отримав статус смт.
У місті розташований рибзавод.